# Vitor Faverani
Vitor Luiz Faverani Tatsch (Porto Alegre, 5 maggio 1988) è un cestista brasiliano di formazione spagnola.

## Carriera
Faverani arrivò in Spagna a soli 17 anni e iniziò la sua carriera professionistica militando nelle file del Club Baloncesto Axarquía, squadra attualmente iscritta alla Liga LEB Oro ed affiliata alla più prestigiosa Club Baloncesto Málaga.
Negli anni successivi passò in altre squadre della Lega spagnola, finché approdò nel 2011 al Club Baloncesto Murcia, con cui si laureò campione della Liga LEB Oro e conquistò la Liga ACB. Passa al Barcellona a gennaio 2017 firmando  una grande prestazione al suo esordio con la maglia blaugrana in eurolega
Faverani si dichiarò eleggibile per il Draft NBA 2009, ma non venne scelto da nessuna squadra.
Chiamata dall'NBA che arriva quattro anni dopo, quando, il 15 luglio 2013, firma con i Boston Celtics un contratto triennale.
Ha disputato anche due incontri con la nazionale di pallacanestro del Brasile.

## Palmarès
- Coppa di Lega israeliana: 1

Maccabi Tel Aviv: 2015
- Coppa Intercontinentale: 1

Flamengo: 2022